# Груда (Хърватия)
Груда (на хърватски: Gruda) е село в Хърватия, разположено в община Конавле, Дубровнишко-неретванска жупания. Намира се на 70 метра надморска височина. Населението му според преброяването през 2011 г. е 741 души. При преброяването на населението през 1991 г. има 892 жители, от тях 837 (93,83 %) хървати, 21 (2,35 %) сърби, 15 (1,68 %) мюсюлмани, 5 (0,56 %) черногорци, 5 (0,56 %) други, 8 (0,89 %) неопределени и 1 (0,11 %) неизвестен.

## Население
Численост на населението според преброяванията през годините:
- 1857 – 435 души
- 1869 – 488 души
- 1880 – 518 души
- 1890 – 531 души
- 1900 – 589 души
- 1910 – 612 души
- 1921 – 657 души
- 1931 – 718 души
- 1948 – 696 хдуши
- 1953 – 726 души
- 1961 – 833 души
- 1971 – 814 души
- 1981 – 856 души
- 1991 – 892 души
- 2001 – 753 души
- 2011 – 741 души